# Enrique Cárdenas
Enrique Cárdenas (* unbekannt in Chile, † unbekannt) war ein chilenischer Fußballspieler auf der Position eines Verteidigers. Er war zuletzt für CD Santiago Wanderers und die chilenische Fußballnationalmannschaft aktiv.

## Karriere

### Verein
Seine Vereinskarriere begann Cárdenas in seiner chilenischen Heimat, wo er ab dem Jahr 1913 im Kader des Vereins CD Santiago Wanderers aus Valparaíso stand. Ob er dem Verein bereits davor angehörte, ist aus den Quellen ebenso nicht ersichtlich wie genaue Daten über die Anzahl seiner Einsätze. Hier gewann er im selbigen Jahr, an der Seite von Torhüter Roy Lester und Stürmer Manuel Jeldes, die noch auf Amateurbasis ausgetragene Meisterschaft der Liga de Valparaíso. Diesen Vereinstitel konnte er mit der Mannschaft auch in den Jahren 1915 und 1917 gewinnen. Ob Cárdenas seine Vereinskarriere nach Ablauf der Saison 1917 beendete, weiterhin im Kader der Santiago Wanderers verblieb oder zu einem anderen Verein wechselte und dort seine Karriere fortführte, ist nicht bekannt.

### Nationalmannschaft
Sein Debüt für die chilenische Fußballnationalmannschaft gab Cárdenas am 21. September 1913 im Freundschaftsspiel gegen die Mannschaft aus Argentinien. Drei Jahre später gehörte er neben Kapitän Ramón Unzaga, Enrique Teuche und Stürmer Hernando Salazar zum Aufgebot der La Roja in der erstmaligen Austragung des Campeonato Sudamericano 1916 in Argentinien. Hier kam er unter Trainer Carlos Fanta in allen drei Spielen, gegen Uruguay (4:0), Argentinien (6:1) und Brasilien (1:1), zum Einsatz. Ein Jahr später stand Cárdenas erneut im Aufgebot der Chilenen und kam auch beim Campeonato Sudamericano 1917 in Uruguay unter ihren neuen Trainer Julián Bértola in allen Partien zum Einsatz. Nach drei Niederlagen gegen Uruguay (4:0), Argentinien (1:0) und Brasilien (5:0) wurde die Mannschaft jedoch tor- und punktelos Letzter des Turniers. Seinen letzten Einsatz im Trikot der La Roja bestritt Cárdenas gemeinsam mit Enrique Teuche am 25. November 1923 im Freundschaftsspiel gegen die Mannschaft aus Uruguay (2:0).

### Erfolge
Verein
- Liga de Valparaíso (3): 1913, 1915, 1917